# 倫敦鎮區 (密歇根州)
倫敦鎮區（英語：London Township）是位於美國密歇根州門羅縣的一個行政鎮區。

## 地方資料
倫敦鎮區的面積為92.90平方千米，當中陸地面積為92.62平方千米，而水域面積為0.28平方千米。根據2020年美國人口普查的數據，當地共有人口2984人，而人口密度為每平方千米32.12人。